# Intel MCS-48

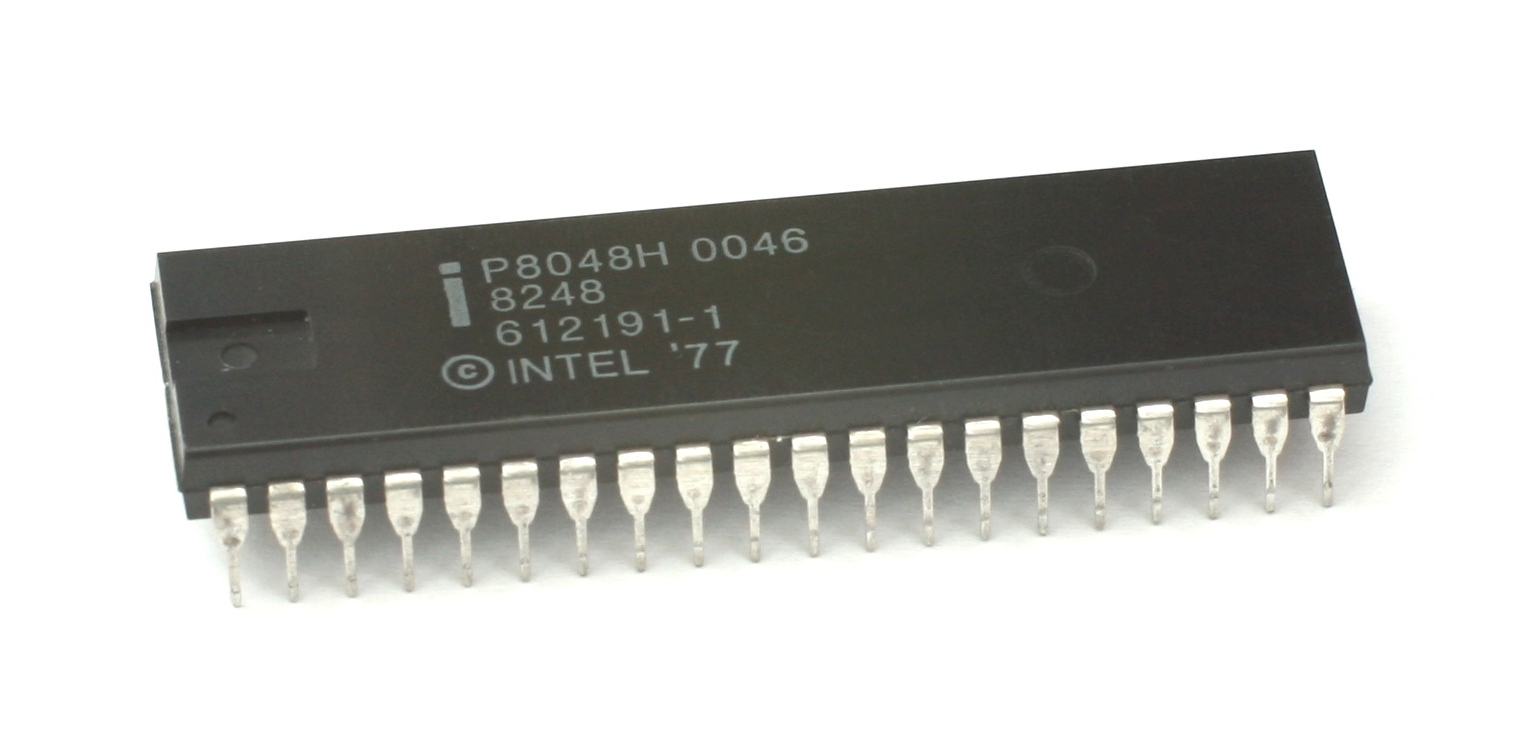
Intel 8048 mikrovezérlő

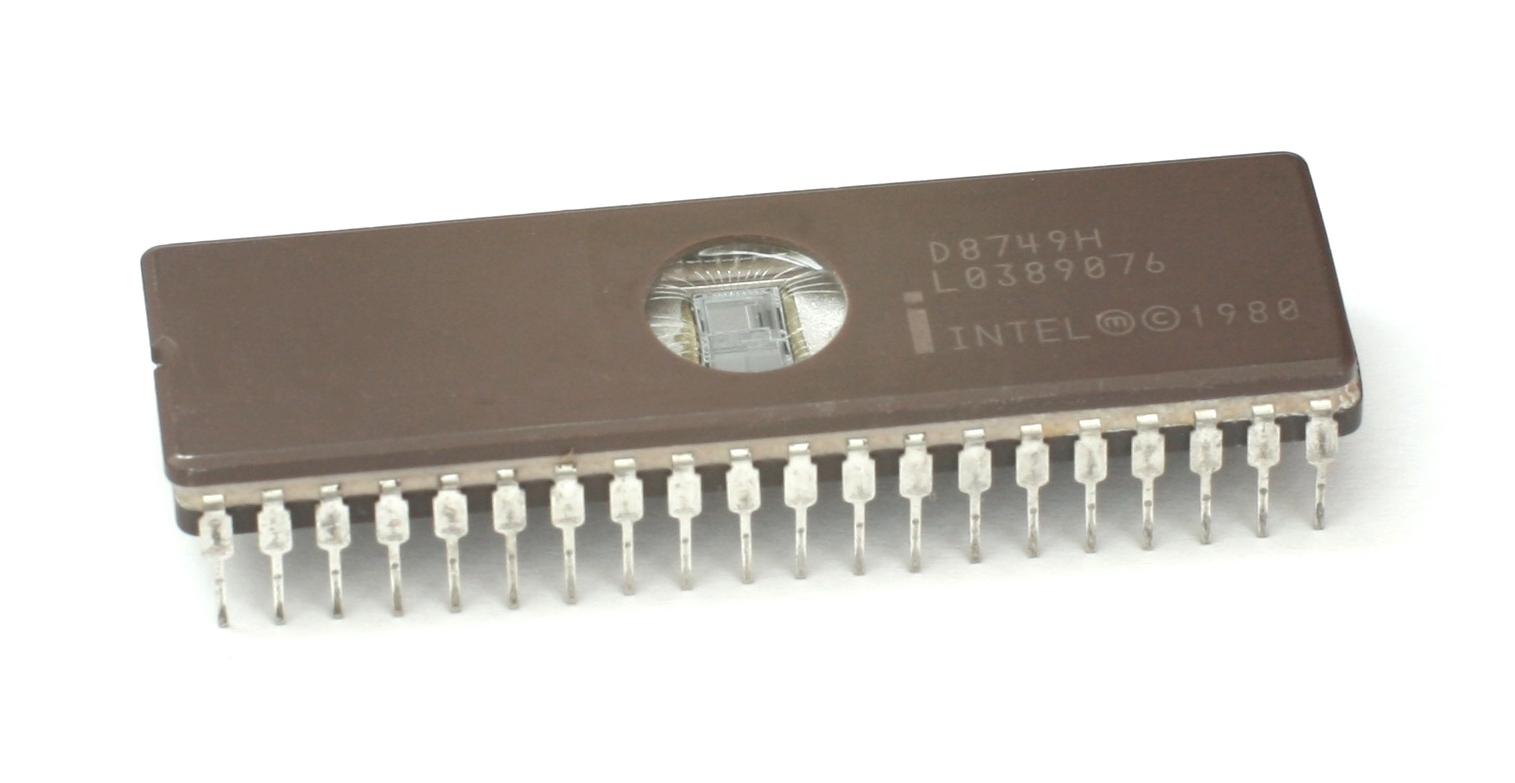
8749-es, ultraibolya fénnyel törölhető EPROM-mal

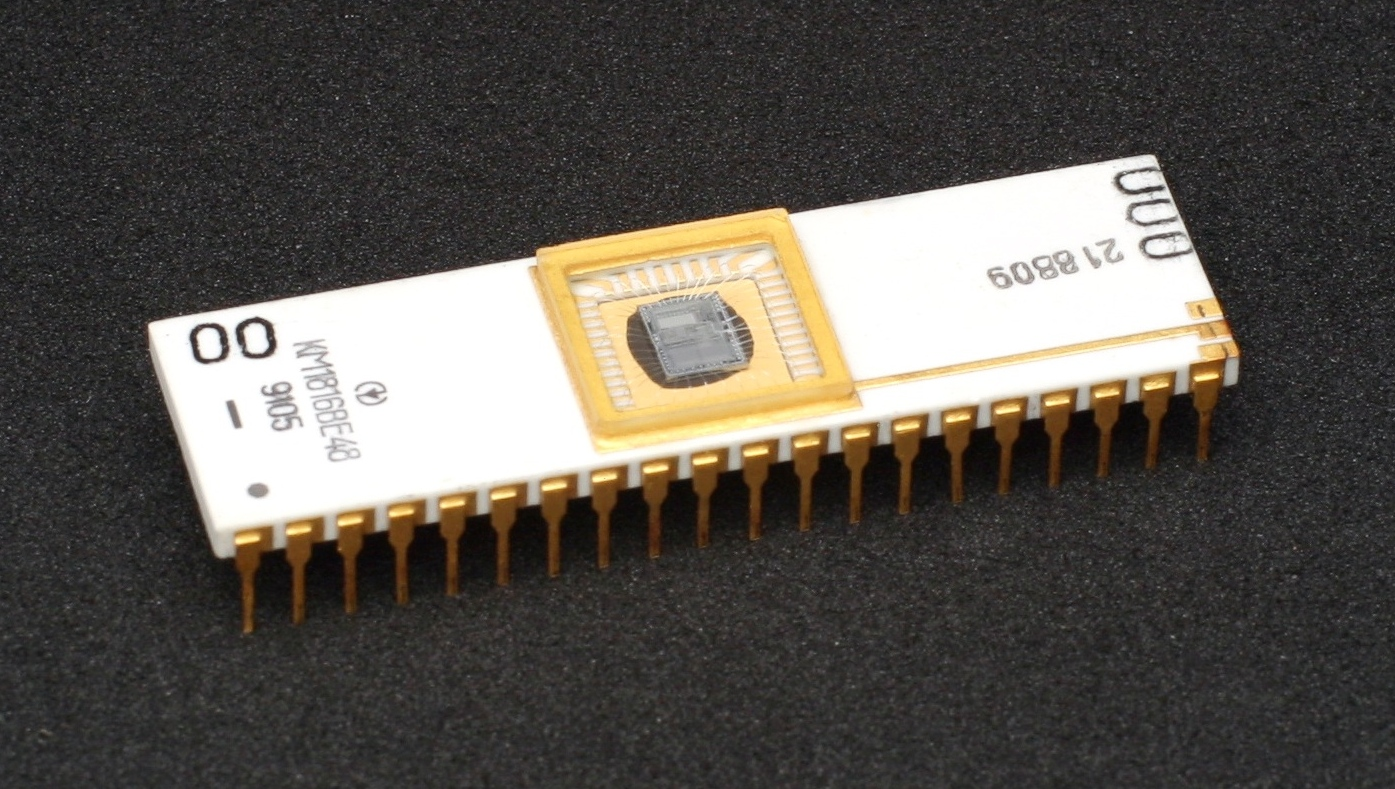
Szovjet KM1816BE48 csip, Intel 8748 klón

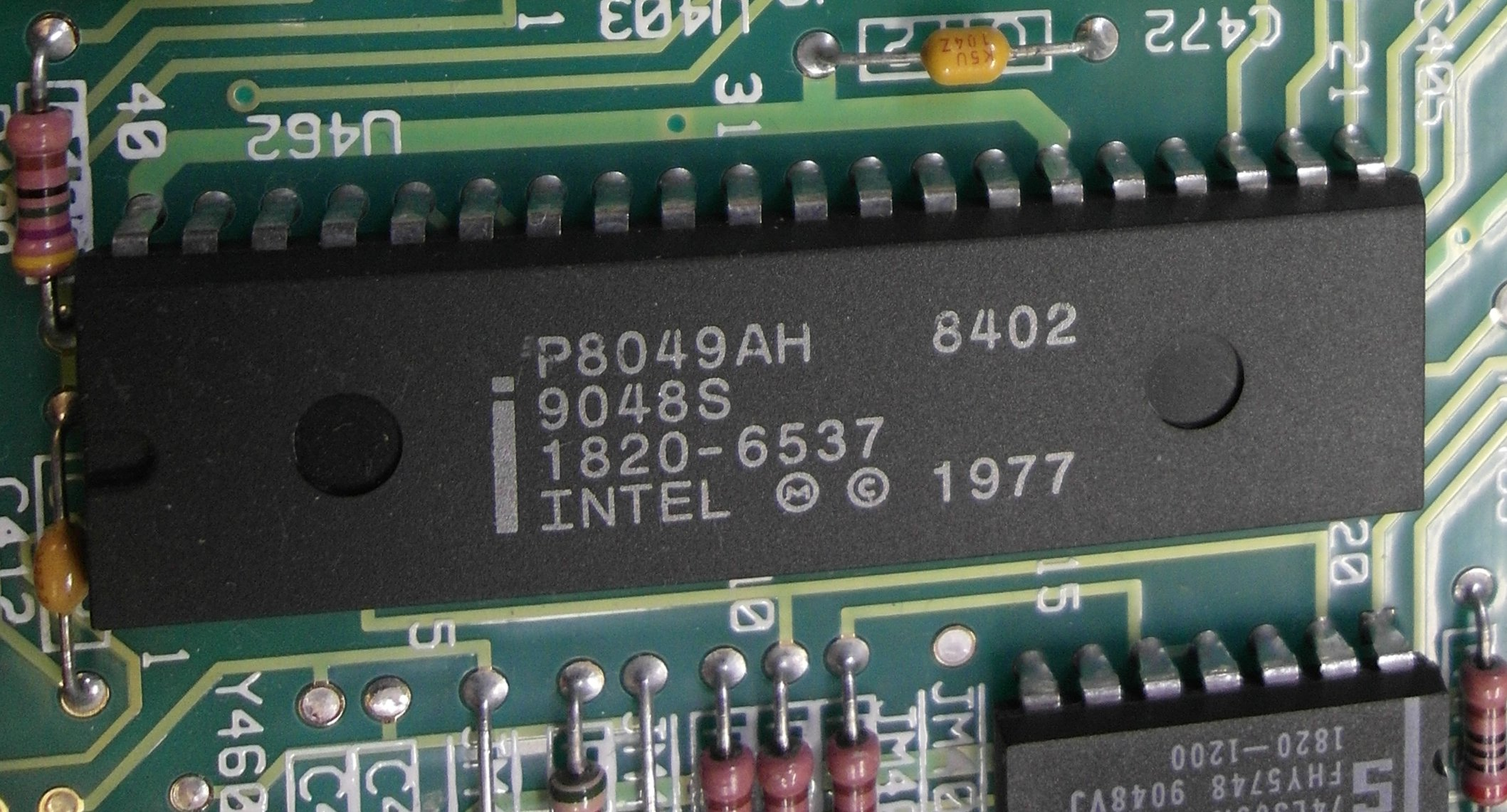
HP3478A multiméterben alkalmazott Intel 8049 mikrovezérlő; gyártási időpontja 1990 48. hete

Az MCS-48 mikrovezérlő (mikrokontroller, µC) az Intel első mikrovezérlője. A mikrovezérlő-családot 1976-ban indították útjára. A sorozat első tagjai a 8048, 8035 és 8748 számú IC-k voltak. Kezdetben ezeket az IC-ket NMOS technológiával gyártották, a CMOS technológiát az 1980-as évek elején kezdték bevezetni ebben a sorozatban. Gyártása az 1990-es évekre is áthúzódott, a régebbi rendszerek támogatása miatt, amelyekben még ekkor is működtek ezek az eszközök.
Az MCS-48 sorozat tagjai módosított Harvard-architektúrájú csipek, amelyekben vagy belső ROM szolgál a program tárolására, vagy külső ROM-ot használhatnak erre a célra, és 64-256 bájtos belső (lapkára integrált) RAM-ot tartalmaznak. Az be- és kimenet (I/O) saját külön címterébe van leképezve, a program- és adatmemóriától elválasztva. Az Intel MCS-48 mikrokontroller-család talán legkiemelkedőbb tagja a 8048-as vezérlő.
Bár az MCS-48 sorozatot végül felváltotta a nagy sikerű MCS-51 sorozat, az még a 2000-es év körül is igen népszerű maradt, alacsony ára, elérhetősége, a memóriát hatékonyan kihasználó egybájtos utasításokból álló utasításkészlete és a kiforrott fejlesztőeszközök miatt. Éppen ezek miatt használata nagyon elterjedt a nagy tömegben gyártott fogyasztói elektronikai eszközökben, amilyenek például a TV-készülékek, televízió-távirányítók, játékok és egyéb szerkentyűk, ahol az alacsony költségvetés alapvető fontosságú.

## Változatok
A 8049-es 2 KiB maszkolt ROM-ot tartalmaz (a 8748-as és a 8749-esben EPROM található), amely felváltható 4 KiB külső ROM-mal, valamint 128 bájt RAM-ot és 27 bemeneti/kimeneti portot. A mikrovezérlő oszcillátora a bemenő órajelet 15 belső fázisra osztja, így annak max. 11 MHz-es kristályával 0,73 MIPS sebesség érhető el, egy-órajeles utasításokat feltételezve. Az utasítások körülbelül 70%-a egy bájt/ciklusos, de 30% két ciklust és/vagy két bájtot igényel, így a nyers teljesítmény inkább közelebb áll a 0,5 MIPS-hez.
A Philips Semiconductors (jelenleg NXP, holland félvezetőgyártó vállalat) rendelkezik licenccel a sorozat gyártására, és kifejlesztette saját MAB8400 családját, amely ezen az architektúrán alapul. Ezek a voltak az első, integrált I²C soros sín-interfészt tartalmazó mikrovezérlők (mivel az I²C a Philips fejlesztése). Ezeket a vezérlőket az első Philips (az Egyesült Államokban Magnavox) CD lejátszókban alkalmazták, például a CD-100-ban.
Egy másik változatot, az ROM nélküli 8035-öst a Nintendo Donkey Kong játékautomatájában alkalmaztak, egy nem tipikusan mikrovezérlők számára fenntartott feladatban: ez a mikrovezérlő generálta a háttérzenét a játék alatt.
Az Intel 8748-ban van egy lapkára integrált órajel-oszcillátor, 2×8 bites időzítő, 27 be-/kimeneti port, 64 bájt RAM és 1 KiB EPROM. Ennek egy változata 2 KiB EPROM-mal és 128 bájt RAM-mal is kapható volt, ez a 8749-es jelű csip.
A vezérlő változatai:
| eszköz | belső memória      | RAM memória | megjegyzés                                      |
| ------ | ------------------ | ----------- | ----------------------------------------------- |
| 8020   | 1K × 8 ROM         | 64 × 8 RAM  | redukált 8048, 20 csatlakozó, csak 13 I/O vonal |
| 8021   | 1K × 8 ROM         | 64 × 8 RAM  | redukált 8048, 28 csatlakozó, 21 I/O vonal      |
| 8022   | 2K × 8 ROM         | 64 × 8 RAM  | redukált 8048, A/D átalakító                    |
| 8035   | nincs              | 64 × 8 RAM  |                                                 |
| 8039   | nincs              | 128 × 8 RAM |                                                 |
| 8040   | nincs              | 256 × 8 RAM |                                                 |
| 8048   | 1K × 8 ROM         | 64 × 8 RAM  |                                                 |
| 8049   | 2K × 8 ROM         | 128 × 8 RAM |                                                 |
| 8050   | külső ROM foglalat | 256 × 8 RAM |                                                 |
| 8748   | 1K × 8 EPROM       | 64 × 8 RAM  |                                                 |
| 8749   | 2K × 8 EPROM       | 128 × 8 RAM |                                                 |
| 8648   | 1K × 8 OTP EPROM   | 64 × 8 RAM  | gyári OTP EPROM                                 |

Univerzális periféria-interfész áramkörök:
| eszköz | belső memória    | RAM memória | megjegyzés                            |
| ------ | ---------------- | ----------- | ------------------------------------- |
| 8041   | 1K × 8 ROM       | 64 × 8 RAM  | univerzális periféria-interfész (UPI) |
| 8041AH | 1K × 8 ROM       | 128 × 8 RAM | UPI                                   |
| 8741A  | 1K × 8 EPROM     | 64 × 8 RAM  | UPI, 8041 EPROM verziója              |
| 8741AH | 1K × 8 OTP EPROM | 128 × 8 RAM | UPI, 8041AH OTP EPROM verziója        |
| 8042AH | 2K × 8 ROM       | 256 × 8 RAM | UPI                                   |
| 8742   | 2K × 8 EPROM     | 128 × 8 RAM | UPI, EPROM verzió                     |
| 8742AH | 2K × 8 OTP EPROM | 256 × 8 RAM | UPI, 8042AH OTP EPROM verziója        |

## Intel MCS-41
Az MCS-41 sorozatba tartozó vezérlőket alárendelt szerepben való működésre szánták, például billentyűzet-vezérlésre (billentyűzet eszköz működésének vezérlésére és ezek jeleinek továbbítására a gazdaszámítógép felé) vagy más egyszerű feladatokra, mint analóg-digitális átalakítók (ADC) meghajtására. Ezek az áramkörök „univerzális periféria-interfész” – UPI – néven is szerepelnek az Intel ismertetőiben.
Az MCS-41 1979-ben jelent meg, architekturálisan az Intel MCS-48 egy változata.
Az Intel UPI-41/42 integrál áramkör-sorozat tehát egy általános célú univerzális periféria-interfész, ami lehetővé teszi a tervezők számára egyedi perifériás eszközvezérlési megoldások fejlesztését, vagy akár kikísérletezését. A IC egy olcsó, viszonylag egyszerű utasításkészlettel rendelkező mikroszámítógépet tartalmaz, melynek programmemóriája 2 KiB, adatmemóriája 128 bájt, rendelkezik egy 8 bites időzítő/számláló áramkörrel és órajel-generátorral, egy általános 40 tűs tokozásba építve. Interfészregiszteri lehetővé teszik, hogy az UPI eszköz perifériavezérlőként működjön az MCS-48, MCS-51, MCS-80, MCS-85, 8088, 8086 és más 8- és 16 bites rendszerekben. Ugyanennek egy kissé módosított változata, a 8742-es csip szoftver-, kivezetés- és architekturálisan kompatibilis a 8741A-val. A 8742 elődjéhez képest duplájára növelt integrált memóriaterülettel rendelkezik, a továbbfejlesztett 8741A és az utáni bővített funkcionalitás kihasználása érdekében. A 8742 kterjesztette a UPI alkalmazását egyéb összetettebb feladatokra is, mint a motorvezérlési feladatok, 80 oszlopos nyomtatók vezérlése és folyamatvezérlő alkalmazások.
Az UPI-41-nek több mint 90 utasítása van, amelyek 70%-a egybájtos.
Áttekintő táblázat:
| eszköz | RAM (bájt) | ROM  | sebesség | ADC-k | Timers | portok |
| ------ | ---------- | ---- | -------- | ----- | ------ | ------ |
| 8041   | 128        | 1024 | 6 MHz    | 1 ?   | 2      | 3x8    |
| 8042   | 256        | 2048 | 12.5 MHz | 1 ?   | 2      | ?      |

Forrás:

## Felhasználása
A Microvision kézi videójáték-konzol egyes korai játékkazettái a 8021-est használták, később TMS 1100-assal váltották azokat.
A 8048-as vezérlőt a Magnavox Odyssey² videójáték-konzolban, a Korg Trident szintetizátorokban, a Korg Poly-61-ben, Roland Jupiter-4 és Roland ProMars analóg szintetizátorokban használták.
Az eredeti IBM PC billentyűzet egy 8048-ast használt belső mikrovezérlőként. Az PC AT-ban a PC 0x60–63 I/O port címeken elérhető Intel 8255 periféria-interfész csipjét lecserélték egy 8042-re, amely a 0x60 és 0x64 portcímeken kommunikál.
A billentyűzet-interfész kezelése mellett a 8042 vezérli az AT Intel 80286 CPU-jának A20-as címvonalát is és szoftverből utasítható a 80286 resetelésére (a 80386-ossal és a későbbi processzorokkal ellentétben a 80286-ost nem lehet szoftveresen visszaváltani védett módból valós módba, ezt csak egy resettel lehet elérni). A későbbi PC kompatibilis gépek a 8042 funkcióit már Super I/O periféria-eszközeikbe integrálták.

## Fordítás
Ez a szócikk részben vagy egészben  az   Intel MCS-48 című angol Wikipédia-szócikk ezen változatának fordításán alapul.  Az eredeti cikk szerkesztőit annak laptörténete sorolja fel. Ez a jelzés csupán a megfogalmazás eredetét és a szerzői jogokat jelzi, nem szolgál a cikkben szereplő információk forrásmegjelöléseként.